# 장애인 징병
장애인 징병(障碍人徵兵, 영어: conscription of people with disabilities)은 징병제를 시행하는 국가에서 신체적 또는 정신적인 장애가 있는 사람을 징병하는 것을 말한다.

## 원인
- 예외없이 병역복무를 강제하는 제도, 문화
- 병력수의 부족으로 인해 병역합격기준의 완화(낮은 출산율이 가장 대표적인 원인)
- 징병검사에서 장애를 찾아내지 못했거나 경도의 장애와 경미한 장애의 경우, 병역에 합격되는 기준에 해당될 때
- 위의 3가지가 복합적인 경우

## 장애인 징병의 주된 대상
장애인 징병은 장애유형을 불문한다. 예를 들어 아래의 장애가 그 대상이며, 경도의 장애와 경미한 장애일수록 장애인 징병의 대상이 되는 경우가 많다.
- 저신장자(키가 작은 사람, 왜소증을 말한다. 신장 147cm 이하 또는 145cm 이하)
- 시각 장애
- 청각 장애
- 발달장애
  - 지적 장애
  - 자폐 스펙트럼
  - 주의력결핍 과잉행동장애
  - 학습 장애
- 유전 질환, 염색체 이상

## 사례
이 사례는 장애인의 징병과 관련된 사례로 언론에 알려지지 않은 것을 포함하면 더 많은 사례가 있다.
- 제2차 세계 대전 기간의 일본에서는 480명 이상의 지적장애인이 징병되었다.[1]
- 대한민국의 사례
  - 경기도 연천 의무병 살인사건의 가해자가 국군교도소에 수감된 후, 같은 방의 수감자들을 폭행하였는데, 그 폭행 피해자 중 한 사람이 지적장애인으로 확인되었다.[2]
  - 칠곡 묻지마 살인사건의 가해자가 살인사건을 일으키기 13년 전, 징병검사에서 현역에 적합하다는 판정을 받고 징병되어 군에 복무했다. 군복무 중 적응이 되지 않아 탈영해 군교도소에서 8개월간 복역한 뒤 제대했다고 한다.[3]
- 조선민주주의인민공화국에서는 징병신체검사에서 저신장에 의한 병역적합기준을 완화해, 키가 작은 사람도 징병하고 있다. 조선인민군에 징병되는 키가 작은 사람은 키가 140cm대(140~149cm)로 연도마다 다르지만 142cm 이상(2012년)[4], 145cm 이상(2017년)[5], 148cm 이상(2020년)[6] 등이 대상이다. 신장에 의한 병역적합기준이 137cm 이상인 적도 있었으며,[7] 신장에 의한 병역합격기준을 삭제한 적도 있었다.

## 영향
장애인의 징병은 장애인의 인권을 침해할 뿐 아니라, 부대의 전투력도 저하될 수 있다. 단적인 예로 아래의 일이 일어날 수도 있다.
- 지체장애인(저신장자 등을 포함): 행군 등 부대인원의 움직임에 맞출 수 없다.
- 시각장애인: 사격, 운전 등이 불가능
- 청각장애인: 명령의 전달, 경계근무의 어려움
- 발달장애인(지적 장애, 자폐성 장애 등): 아군에게 총을 겨누고 갑자기 소리쳐 아군위치를 노출

## 해결책
- 군축(병력수 줄이기)
- 직업사병제도 도입(병력을 고정 인원과 징병 인원으로 분리 선발, 징병 인원에서 장기 복무 심사에서 합격하면 고정 인원으로 전환하는 방식으로 충원): 대한민국 이외의 모든 징병제 국가에서 현행 실시하고 있는 방식이다. 조선민주주의인민공화국도 이런 직업 사병을 '초기복무사관'이라 한다.
- 병역합격기준과 징병률 낮추기
- 징병제를 폐지하고, 모병제로 전환
- 군축도 징병제의 폐지도 곤란한 경우, 징병제도와 복무환경의 개선
  - 장애병사를 배려한 복무환경 개선
  - 병사들이 집에서 병영으로 출퇴근하는 식의 복무를 활성화

## 같이 보기
- 징병제
- 장애인 학대
- 맥나마라 오류(McNamara fallacy)
- 프로젝트 10만(Project 100,000)